# Pomodoro di Belmonte
Il pomodoro di Belmonte è un prodotto caratteristico dell'omonima località (Belmonte Calabro) in provincia di Cosenza. Stando alle tradizioni calabresi, il pomodoro Belmonte è stato introdotto nei primi anni del Novecento, quando un emigrante calabrese fece ritorno da un lungo viaggio in America, ritornando in patria con i semi di questa impressionante varietà.
Dal 2003, il pomodoro Belmonte è l'unico pomodoro italiano a fregiarsi del marchio "denominazione comunale d'origine" (De.C.O.). Questa etichetta, proprio per identificarlo in modo inconfondibile, è applicata su ogni frutto.
È stato inserito dal Ministero delle politiche agricole alimentari e forestali nell'elenco degli alimenti tipici della tradizione enogastronomica calabrese: la zona di Cosenza non è solo la patria d'origine del Pomodoro Belmonte Calabro ma anche la terra che assolve circa il 70% dell'intera produzione. La coltivazione di questo pomodoro racchiude una forte tradizione, basterà pensare che nel borgo di Belmonte Calabro sono molti i contadini che eseguono manualmente la selezione dei nuovi semi per la produzione delle piantine.

## Caratteristiche[1]
Un esemplare di pomodoro di Belmonte può variare da un peso di 400 - 600 grammi per il tipo Cuore di Bue e da 1 - 1,5 kg per il tipo Gigante anche se in passato sono stati raccolti perfino frutti dall'incredibile peso di 3 chilogrammi. La pianta non determinata può superare agevolmente i due metri di altezza. Il frutto si presenta a maturazione di colore rosa tenue, con accenno di colorazione più marcata verso la parte inferiore, mentre le costolature rimangono quasi sempre verdi.
Le costolature non molto marcate dal peduncolo scendono fino alla parte terminale. In altri casi si presentano marcate come nel Marmande dell'Aquitania. La forma tipica del frutto è oblunga con accenno a goccia, con ingrossatura nel mezzo, spesso con umbone evidente; In questo caso ricorda nella forma la cultivar cuore di bue. Caratteristiche di pregio sono la serbevolezza, la colorazione e la consistenza della polpa che non è mai acidula. Sembra che la varietà sia un ibrido tra le cultivar Marmande e Cuore di bue, dal momento si osservano caratteristiche intermedie tra le due cultivar.
In commercio si trova una cultivar a frutto rosso, ma non presenta le caratteristiche tipiche del "belmonte". Infatti, questo e da ritenersi una ibridazione con i caratteri dominanti del Marmande. Il pomodoro detto belmonte rosso si presenta con pezzature inferiore rispetto alla cultivar tipica, con acquosità abbondante e mancanza di turgore. Quest'ultima varietà è stata scelta per la riproduzione commerciale, soprattutto per la ridotta pezzatura dei frutti ( fino a 350 gr.). La qualità di questa cultivar, comunque, è molto distante dal rappresentare la cultivar tipica di "Belmonte".

## Coltivazione
L'habitat ideale del "Belmonte" è la collina con terreni profondi di medio impasto.
Considerando la crescita della pianta, la coltivazione avviene con filari caratterizzati da una separazione di circa 50/60 cm tra le file e da oltre 120 cm di spazio tra le interfile. La crescita della pianta viene assistita da tutori essere capaci di sostenere il peso dei frutti che può essere considerevole, specie per quelli basali, che raggiungono il perso di 1 kg con pezzature che spesso superano i 2 kg. È necessario espungere tutti i getti laterali, ed eventuali polloni alla base, al fine di non indebolire la pianta ottenendo frutti a basso tenore organolettico.

## Consumo
Il pomodoro Belmonte viene tagliato a grandi fette, alla stregua di una bistecca fiorentina vegetale, per essere posto in piatti piani. Viene servito dopo averlo condito con olio extra vergine di oliva, sale grosso, basilico (o origano) e peperoncino.